# Nupserha trivitticollis
Nupserha trivitticollis là một loài bọ cánh cứng trong họ Cerambycidae.